# Quatre Songs
Pour les articles homonymes, voir mélodie (homonymie).
Les Quatre Songs sont un ensemble de mélodies pour orchestre de musique de chambre ou grand orchestre. Elles sont écrites pour voix de mezzo-soprano, flûte, violon, alto, violoncelle, contrebasse, percussion (tambour, triangle et cymbales) et harpe.

## Histoire
Composées par Ethel Smyth en 1907, trois d'entre elles (Odelette, la Danse et Chrysilla) sont créées le 12 novembre 1907 au Queen's Hall de Londres par Elsie Swinton et sous la direction d'Emil von Řezníček, la quatrième est créée le 4 juin 1908 à la salle Érard de Paris par Elsie Swinton, Mme Ingelbrecht, Louis Fleury et le quatuor Geloso, sous la direction de la compositrice,.

## Structure
L'œuvre se structure en quatre mélodies :
1. Odelette, dédiée « À Madame Bulteau »
2. La Danse dédiée « À Mary Hunter »
3. Chrysilla dédiée « À H. B. Brewster »
4. Ode Anacréontique dédiée « À Madame la Princesse Alexandre de Caraman Chimay »

Odelette, la Danse et Chrysilla sont des mélodies sur des poèmes de Henri de Régnier, tiré de son ouvrage Les Médailles d'argile. L'ode Anacréontique est sur une traduction de Leconte de Lisle de l'ode XXXI Sur moi-même d'Anacréon. Les mélodies ont été traduites en anglais par Ethel Smyth et Alma Strettell.

## Discographie
- SMYTH, E.: Songs and Ballads (Dame Ethel Smyth) (Lucy Stevens, Elisabeth Marcus, Berkeley Ensemble, direction par Odaline de la Martinez)
- SMYTH, E.: Chamber Music and Lieder, Vol. 3 (Melinda Paulsen, Renate Eggebrecht-Kupsa, Franz Draxinger, Ethel Smyth Ensemble)